# Brittany Ferries
Pour les articles homonymes, voir Brittany.
 (avril 2016).
Si vous disposez d'ouvrages ou d'articles de référence ou si vous connaissez des sites web de qualité traitant du thème abordé ici, merci de compléter l'article en donnant les références utiles à sa vérifiabilité et en les liant à la section « Notes et références ».

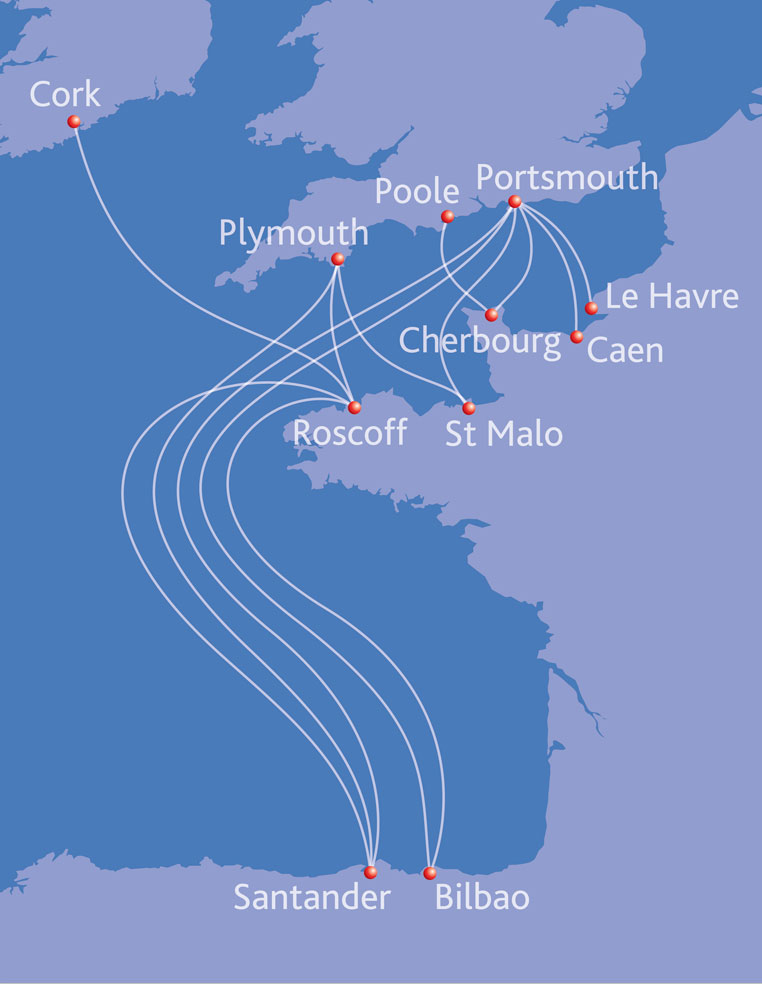
Lignes opérées par Brittany Ferries.

Brittany Ferries est une compagnie maritime française dont le siège est en Bretagne fondée en 1972 à Roscoff par Alexis Gourvennec. Elle est spécialisée dans le transport de passagers et de véhicules entre la Bretagne, la Normandie, le sud de l'Angleterre, le sud de l'Irlande et le nord de l'Espagne.

## Histoire

### 1972 - 2000
Brittany Ferries est créée le 2 janvier 1972 sous l’impulsion d’Alexis Gourvennec, financée par la SICA de Saint-Pol-de-Léon et par la Chambre de commerce et d'industrie de Morlaix, afin de proposer des débouchés commerciaux aux coopératives agricoles bretonnes, sur le marché britannique à la suite de l'adhésion du Royaume-Uni à la Communauté économique européenne, tout en prenant en compte le développement touristique de la région. Le nom est alors BAI SA (pour Bretagne, Angleterre, Irlande), il s’agit d’une société anonyme au capital de 100 000 francs,. Pour permettre sa création et son développement, un port en eau profonde a été construit entre 1970 et 1972 : le port de Roscoff - Bloscon.
La première traversée de la Manche est effectuée le 2 janvier 1973 par le ferrie Kérisnel. Le bilan pour cette première année d’exploitation affiche 18 000 personnes transportées, 6 000 camions pour un chiffre d'affaires de 7,7 millions de francs. L’année suivante, l’entreprise change de nom pour devenir Brittany Ferries et un nouveau bateau, le Penn-Ar-Bed, augmente le trafic. La compagnie commence à transporter ses passagers ; elle est à l'initiative du premier passage en Angleterre de la caravane du Tour de France 1974, la course effectue une boucle autour de Plymouth.
En 1976, la ligne Saint-Malo-Portsmouth est créée, et la compagnie achète le ferrie L'Armorique. Les lignes Roscoff-Cork et Plymouth-Santander sont ouvertes en 1978 et deux autres ferries rejoignent la flotte : le Cornouaille et le Prince of Brittany. En 1982 le capital social de l’entreprise est porté à 140 millions de francs et le ferrie Quiberon prend du service.
En 1985, Brittany Ferries rachète la compagnie Truckline Ferries et récupère deux bateaux de fret le Coutances et le Purbeck. L’année suivante, l'ouverture d’une nouvelle plate-forme d'embarquement à Caen-Ouistreham permet la desserte de Portsmouth et Cherbourg est relié à Poole ; BF achète le Duc de Normandie. Cette même année, le million de passagers transportés est dépassé (1 142 000). Entre 1985 et 1989, trois nouveaux bâtiments agrandissent la flotte : le Normandie Shipper (fret sur la ligne Caen-Portsmouth), le Trégastel (1985 - Roscoff-Plymouth et Cherbourg-Poole) et le Bretagne (Plymouth-Santander et Roscoff-Plymouth-Cork).

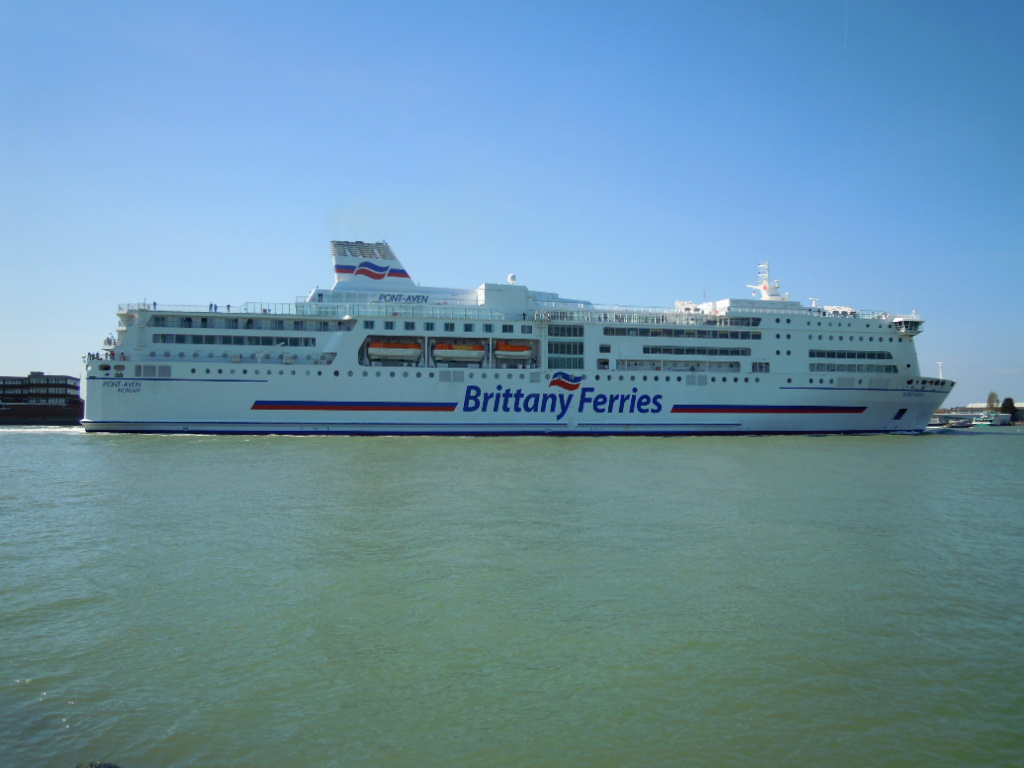
Le Pont-Aven à Portsmouth.

En 1990, Brittany Ferries transporte 2 639 000 passagers et trois millions en 1994, année de l’ouverture du tunnel sous la Manche, qui prend dès lors un pourcentage important du trafic transmanche. À l'occasion du Tour de France 1994, la compagnie transporte les coureurs et la caravane entre Portsmouth et Cherbourg.

### Période 2000 - 2020
En 2003, un nouveau navire, le Mont-Saint-Michel est mis en service sur la ligne Caen-Portsmouth, suivi du Pont-Aven en 2004. En 2005, la compagnie affrète le Normandie Express, un catamaran rapide capable de relier Cherbourg à Portsmouth en trois heures ; le Val de Loire est vendu, remplacé par le Pont-Aven en 2006. Le chiffre d’affaires 2005 s’établit à 364,4 millions d’euros, en hausse de 5,1 % par rapport à l’année précédente. L’entreprise est la première compagnie maritime française de transport de passagers. C’est un des premiers employeurs de Bretagne avec plus de 2 500 salariés permanents. L’ensemble de ses effectifs représente 20 % des effectifs de la marine marchande française.
L'année 2007 voit la mise en service du ferry de transport de fret Cotentin sur la ligne Cherbourg-Poole (et Poole-Santander le week-end). Construit par les chantiers Finlandais Aker Yards d’Helsinki, le navire a une capacité de 120 unités fret. Jean-Marc Roué succède à la présidence à Alexis Gourvennec, décédé le 19 février 2007.
Le chiffre d’affaires en 2009 s'établit à 332,3 millions d'euros avec (56 % pour le trafic passager, 23 % pour le transport des véhicules industriels, 20 % de ventes à bord, 2 % divers, contre celui de 2024 qui s'élève alors à environ 516.2 millions d'euros), et 2 571 000 passagers, 789 000 véhicules de tourisme et 196 000 véhicules industriels. Elle compte 85 % de clients britanniques. Le nouveau navire L'Armorique effectue sa première traversée commerciale le 10 février 2009, tandis que le Bretagne subit une refonte technique . Le fréteur Coutances cesse ses traversées commerciales aux couleurs de "Brittany Ferries" le 1er mai. Il est vendu à la compagnie "Conferrys", au Venezuela. Une nouvelle ligne est ouverte entre Santander et Portsmouth, puis en 2011 entre Porsmouth et Bilbao.
En octobre 2013, le fréteur MV Cotentin est affrété par la compagnie suédoise Stena Line sur la ligne Karlskrona—Gdynia sous le nom Stena Baltica.
En janvier 2014, la compagnie passe commande à STX France pour un ferry fonctionnant au gaz naturel liquéfié, avec une livraison prévue en 2016, le montant du contrat s'élevant à 270 millions d'euros. Ce futur navire, nommé Pegasis (Power efficient gaz innovative ship) pendant la phase d'études et de projet, aurait pu embarquer 2 450 passagers, 650 voitures et 60 camions. Il aurait dû être construit par les Chantiers de l'Atlantique à Saint-Nazaire. Cependant, le 13 octobre 2014, la compagnie annonce que la commande est suspendue, faute de financement suffisant.
En 2018, la compagnie affrète le Connemara et le positionne sur la ligne Roscoff-Cork, ce navire bat pavillon de complaisance Chypriote. Une ligne reliant Cork à Santander ouvre aussi en 2018.
La même année, Brittany Ferries exploite 12 navires sur 11 lignes reliant le Royaume-Uni à la France, le Royaume-Uni à l’Espagne, la France à l’Irlande et l’Irlande à l’Espagne. Elle transporte environ 2,5 millions de passagers par an, dont 85 % sont britanniques, ainsi qu’environ 210 000 unités de fret. La compagnie a également confirmé la commande de 3 nouveaux navires, dont deux de type "Eflexer" propulsés au gaz naturel liquéfié (GNL) avec une livraison prévue post Brexit en 2022 et 2023 et destinés aux lignes reliant le Royaume-Uni à l'Espagne.
Le Galicia entre en service fin 2020 sur la ligne Portsmouth-Santander.

### Depuis 2020
En 2020 et 2021, en raison du Brexit et de la crise sanitaire liée à la Covid, "Brittany Ferries" doit faire face à un effondrement de ses trafics, ce qui provoque l'arrêt de plusieurs navires et crée des difficultés financières en dépit des aides de l'État (un prêt de 60 millions d'€) . La compagnie signe un accord de partenariat avec la CMA CGM, laquelle lui accorde dix millions d'euros sous forme d'obligations convertibles en actions et un prêt de 15 millions d'euros remboursable sur huit ans.
En octobre 2021, l'État français annonce l'octroi d'une subvention exceptionnelle de 45 millions d'euros ainsi que l'abandon de créances à hauteur de 16 millions d'euros. Brittany Ferries s'engage alors à ne pas supprimer d'emploi mais à réduire son activité de façon à réaliser environ 18 millions d'euros d'économie par an.
En janvier 2022, Brittany Ferries s'apprête à mettre à l'eau son premier navire propulsé au gaz naturel liquéfié (GNL), le  Salamanca (construit par un chantier naval chinois) avant la mise en service progressive de trois autres navires nécessitant la même énergie d'ici à 2025.
En 2022 le trafic passagers revient à des niveaux rassurants et la compagnie devient un opérateur ferroviaire, en investissant et projetant de transporter par rail des camions et remorques entre Mouguerre (près de Bayonne) et Cherbourg.
En janvier 2023, Brittany Ferries signe un partenariat avec Lohr. Cette dernière assure la fourniture de wagons spéciaux pour le transport de semi- remorques et de terminaux.
En 2023, la compagnie annonce deux millions de voyageurs et 200.000 camions transportés par an et, en moyenne à l’année, 2250 salariés (elle est toujours ainsi le premier employeur de marins français).

## Lignes desservies
- Caen/Ouistreham - Portsmouth
- Cherbourg - Poole
- Cherbourg - Portsmouth
- Saint-Malo - Portsmouth
- Roscoff - Plymouth
- Roscoff - Cork
- Santander - Plymouth
- Santander - Portsmouth
- Bilbao - Portsmouth (Lancement en avril 2011)
- Le Havre - Portsmouth (Lancement en mars 2014)
- Rosslare - Cherbourg (lancement mai 2019)
- Rosslare - Bilbao (Lancement février 2020)

## La flotte

### Flotte actuelle
| Navire                 | Pavillon | Type         | Construction | Entrée en flotte | Tonnage    | Longueur | Largeur | Capacité  | Capacité  | Capacité  | Vitesse    | Statut     |
| Navire                 | Pavillon | Type         | Construction | Entrée en flotte | Tonnage    | Longueur | Largeur | Passagers | Véhicules | Remorques | Vitesse    | Statut     |
| ---------------------- | -------- | ------------ | ------------ | ---------------- | ---------- | -------- | ------- | --------- | --------- | --------- | ---------- | ---------- |
| Pont-Aven              |          | Cruise-ferry | 2004         | 2004             | 40 859 UMS | 184,30 m | 30,90 m | 2 415     | 650       | 85        | 27 nœuds   | En service |
| Santoña                |          | Ferry        | 2022         | 2022             | 40 500 UMS | 214,50 m | 27,80 m | 1 015     | 550       | 155       | 23 nœuds   | En service |
| Salamanca              |          | Ferry        | 2021         | 2021             | 40 500 UMS | 214,50 m | 27,80 m | 1 015     | 550       | 155       | 22 nœuds   | En service |
| Galicia                |          | Ferry        | 2020         | 2020             | 41 671 UMS | 214,50 m | 27,80 m | 1 015     | 550       | 155       | 22 nœuds   | En service |
| Guillaume de Normandie |          | Ferry        | 2024         | 2024             | 38 500 UMS | 194,70 m | 27,80 m | 1 310     | 470       | 120       | 23 nœuds   | En service |
| Saint-Malo             |          | Ferry        | 2024         | 2024             | 36 965 UMS | 194,70 m | 27,80 m | 1 290     | 550       | 63        | 23 noeuds  | En service |
| Armorique              |          | Ferry        | 2009         | 2009             | 29 468 UMS | 168,30 m | 26,80 m | 1 500     | 470       | 65        | 23 nœuds   | En service |
| Mont St Michel         |          | Ferry        | 2002         | 2002             | 35 891 UMS | 173,95 m | 28,50 m | 2 120     | 830       | 118       | 21 nœuds   | En service |
| Barfleur               |          | Ferry        | 1992         | 1999             | 20 133 UMS | 157,65 m | 23,30 m | 1 212     | 550       | 75        | 19,5 nœuds | En service |
| Islander               |          | Ferry        | 2005         | 2025             | 13 906 UMS | 124,90 m | 23,90 m | 400       | 200       | ?         | 18,5 nœuds | En service |
| Cotentin               |          | Roulier      | 2007         | 2007             | 22 252 UMS | 167,00 m | 26,80 m | 213       | 216       | 120       | 23 nœuds   | En service |
| MN Pelican             |          | Roulier      | 1999         | 2016             | 12 076 UMS | 154,50 m | 22,70 m | 12        | 0         | 100       | 20 nœuds   | En service |

### Anciens navires
| Navire             | Pavillon | Type                    | Construction | Période    | Tonnage    | Longueur | Largeur | Passagers | Véhicules            | Vitesse    | Statut |
| ------------------ | -------- | ----------------------- | ------------ | ---------- | ---------- | -------- | ------- | --------- | -------------------- | ---------- | --- |
| Poseidon           |          | Paquebot                | 1964         | 1973       | 1 358 UMS  | 66,50 m  | 11,84 m | 805       | -                    | 21 nœuds   | Revendu aux Pays-Bas. Démoli à Alang en 2006. |
| Kérisnel           |          | Roulier                 | 1972         | 1972-1974  | 3 395 UMS  | 99,17 m  | 16,62 m | 12        | 540 m linéaires      | 16 nœuds   | A terminé sa carrière en Grèce sous le nom de Agios Dionissios S.. Démoli en 2014. |
| Prince de Bretagne |          | Ferry                   | 1975         | 1975       | 2 424 UMS  | 109,70 m | 16,50 m | 346       | 250                  | 19 nœuds   | Affrété d'avril à octobre 1975 par Brittany Ferries puis restitué à son propriétaire. A terminé sa carrière pour le compte d'un armateur grec sous le nom de Vega. Démoli à Aliağa en 2004. |
| Bonanza            |          | Ferry                   | 1972         | 1976       | 2 818 UMS  | 94,70 m  | 16,26 m | 750       | 200                  | 19 nœuds   | Affrété de mai à septembre 1976 puis restitué à son propriétaire. Coulé en Indonésie en 2012.                                                                                               |
| Olau West          |          | Ferry                   | 1964         | 1976       | 3 061 UMS  | 97,30 m  | 17,70 m | 1 500     | 180                  | 19 nœuds   | Affrété d'août à octobre 1976 puis restitué à son propriétaire. Démoli en 2013. |
| Roro Dania         |          | Roulier                 | 1972         | 1979       | 722 UMS    | 105,30 m | 15,10 m | 12        | 480 m linéaires      | 16 nœuds   | Restitué à son propriétaire. Démoli en 1987. |
| Regina             |          | Ferry                   | 1972         | 1979       | 8 020 UMS  | 126,93 m | 19,59 m | 1 000     | 170                  | 21 nœuds   | Affrété de septembre à octobre 1979 puis restitué à son propriétaire. Démoli en 2005. |
| Normandia          |          | Roulier                 | 1971         | 1979       | 2 312 UMS  | 118,42 m | 16,03 m | 12        | 636 m linéaires      | 14 nœuds   | Restitué à son propriétaire. A terminé sa carrière au Liban sous le nom de Abou Karim I.. Détruit dans les explosions au port de Beyrouth de 2020.                                          |
| Goëlo              |          | Ferry                   | 1967         | 1980-1982  | 5 073 UMS  | 110,80 m | 18,04 m | 1 170     | 210                  | 23,5 nœuds | Affrété de juin 1980 à avril 1982 puis restitué à son propriétaire. Démoli à Aliağa en 2001.                                                                                                |
| Viking 1           |          | Ferry                   | 1970         | 1982       | 4 239 UMS  | 108,68 m | 17,24 m | 1 200     | 260                  | 18,5 nœuds | Affrété d'avril à mai 1982 puis restitué à son propriétaire. Abandonné puis coulé au large de Suez en 2002.                                                                                 |
| Penn-ar-Bed        |          | Ferry                   | 1974         | 1974-1984  | 2 891 UMS  | 103,85 m | 17,51 m | 250       | 235                  | 18,5 nœuds | Vendu à un armateur suédois. A terminé sa carrière dans le golfe persique sous le nom de Jabal Ali 1. Démoli à Alang en 2004.                                                               |
| Merchant Navigator |          | Roulier                 | 1972         | 1984       | 1 565 UMS  | 108,64 m | 20,45 m | -         | ?                    | 18 nœuds   | Restitué à son propriétaire. Navigue actuellement sous le nom de UMM Al Anber. |
| Bénodet            |          | Ferry                   | 1970         | 1984-1985  | 4 238 UMS  | 108,07 m | 17,25 m | 1 200     | 260                  | 18,5 nœuds | Transféré au sein de British Channel Island Ferries. A terminé sa carrière au Canada sous le nom d’Apollo. Démoli à Alang en 2021.                                                          |
| Stena Seatrader    |          | Roulier                 | 1973         | 1986-1987  | 3 202 UMS  | 142,22 m | 16,37 m | 12        | 1 000 m linéaires    | 18 nœuds   | Restitué à son propriétaire. Démoli au Pakistan en 2021. |
| Miseva             |          | Roulier                 | 1972         | 1987       | ?          | 118,42 m | 16,06 m | 12        | 550 mètres linéaires | 17 nœuds   | Restitué à son propriétaire. Coulé en Indonésie en 2004. |
| Gotland            |          | Ferry                   | 1973         | 1988       | 6 642 UMS  | 123,80 m | 20,50 m | 1 670     | 300                  | 20 nœuds   | Affrété de mars à septembre 1988 puis restitué à son propriétaire. Navigue actuellement en mer Rouge sous le nom de Queen Rinas.                                                            |
| Breizh Izel        |          | Roulier                 | 1970         | 1970-1989  | 6 576 UMS  | 111,66 m | 17,07 m | 12        | 65                   | 16,5 nœuds | Vendu en Grèce et reconverti en ferry. Démoli à Aliağa en 2013. |
| Cornouailles       |          | Ferry                   | 1977         | 1977-1989  | 6 918 UMS  | 110 m    | 16,51 m | 550       | 205                  | 17 nœuds   | A terminé sa carrière en mer Adriatique sous le nom Sveti Stefan. Démoli à Aliağa en 2013.                                                                                                  |
| Trégastel          |          | Ferry                   | 1971         | 1985-1989  | 3 999 UMS  | 118,01 m | 18,53 m | 1 500     | 370                  | 20,5 nœuds | A terminé sa carrière en Arabie saoudite sous le nom de Noor. Démoli à Chittagong en 2022.                                                                                                  |
| Beaverdale         |          | Roulier                 | 1977         | 1987, 1989 | 5 699 UMS  | 116,30 m | 18,17 m | 12        | 780 m linéaires      | 16 nœuds   | Restitué à son propriétaire. Navigue actuellement au Mexique sous le nom de San Guillermo.                                                                                                  |
| Reine Mathilde     |          | Ferry                   | 1970         | 1978-1991  | 5 464 UMS  | 119,60 m | 18,10 m | 1 020     | 210                  | 17 nœuds   | A terminé sa carrière à Trinité et Tobago sous le nom de Beauport. Démoli à Alang en 2005.                                                                                                  |
| Armorique          |          | Ferry                   | 1972         | 1976-1994  | 5 731 UMS  | 116,62 m | 19,23 m | 700       | 170                  | 20,5 nœuds | A terminé sa carrière en Indonésie sous le nom de Mustika Kencana II. Incendie et naufrage en 2011.                                                                                         |
| Duchesse Anne      |          | Ferry                   | 1979         | 1988-1996  | 5 731 UMS  | 122 m    | 18,83 m | 1 500     | 332                  | 20 nœuds   | Navigue actuellement en Turquie sous le nom de Akdeniz. |
| Quiberon           |          | Ferry                   | 1975         | 1982-2002  | 5 731 UMS  | 129,01 m | 21,06 m | 1 135     | 284                  | 22 nœuds   | A terminé sa carrière en Méditerranée sous le nom de Giulia d’Abundo. Démoli à Alang en 2010.                                                                                               |
| Purbeck            |          | Roulier                 | 1978         | 2000-2003  | 6 507 UMS  | 125,53 m | 17,50 m | 58        | 60                   | 18 nœuds   | A terminé sa carrière au Venezuela sous le nom de Maria Rosario. Démoli en 2023. |
| Duc de Normandie   |          | Ferry                   | 1978         | 1986-2005  | 9 356 UMS  | 131,02 m | 22,56 m | 1 500     | 320                  | 21 nœuds   | A terminé sa carrière en Méditerranée sous le nom de Vronskiy. Démoli à Aliağa en 2021. |
| Val de Loire       |          | Ferry                   | 1987         | 1993-2006  | 31 395 UMS | 161,45 m | 32,01 m | 2 280     | 570                  | 21 nœuds   | Navigue actuellement pour la compagnie danoise DFDS entre le Royaume-Uni et les Pays-Bas sous le nom de King Seaways.                                                                       |
| Coutances          |          | Roulier                 | 1978         | 2002-2008  | 6 507 UMS  | 125,32 m | 17,51 m | 58        | 64                   | 18 nœuds   | A terminé sa carrière au Venezuela sous le nom de Rosa Eugenia. |
| Pont-l'Abbé        |          | Ferry                   | 1978         | 2006-2009  | 19 321 UMS | 152,91 m | 26,26 m | 1 370     | 470                  | 21 nœuds   | Actuel Santa Cruz de la compagnie algérienne l'Aurès. |
| Condor Vitesse     |          | Navire à grande vitesse | 1997         | 2001-2015  | 5 007 UMS  | 86,62 m  | 26 m    | 800       | 200                  | 40 nœuds   | Navigue actuellement en Grèce sous le nom de Champion Jet 1. |
| Baie de Seine      |          | Navire mixte            | 2002         | 2015-2020  | 22 382 UMS | 199,40 m | 25 m    | 600       | 160                  | 23 nœuds   | Restitué à son propriétaire. Navigue actuellement en mer Baltique sous le nom de Sirena Seaways.                                                                                            |
| Kerry              |          | Navire mixte            | 2002         | 2015-2020  | 24 418 UMS | 186,50 m | 25,60 m | 1 000     | 75                   | 24 nœuds   | Restitué à son propriétaire. Navigue actuellement en Méditerranée pour la compagnie espagnole Baleària.                                                                                     |
| Etretat            |          | Navire mixte            | 2008         | 2013-2021  | 26 904 UMS | 186 m    | 25,60 m | 800       | 195                  | 24 nœuds   | Restitué à son propriétaire. Navigue actuellement pour Stena Line sous le nom de Stena Livia.                                                                                               |
| Normandie Express  |          | Navire à grande vitesse | 2000         | 2005-2021  | 6 581 UMS  | 97,22 m  | 26,60 m | 900       | 260                  | 37 nœuds   | Transféré au sein de Condor Ferries. |
| Cap Finistère      |          | Ferry rapide            | 2001         | 2010-2022  | 32 728 UMS | 203,90 m | 25 m    | 1 608     | 1 000                | 28 nœuds   | Navigue pour la compagnie italienne Grandi Navi Veloci sous le nom de GNV Spirit. |
| Connemara          |          | Navire mixte            | 2007         | 2018-2022  | 26 500 UMS | 186,46 m | 25,60 m | 1 000     | 170                  | 24 nœuds   | Navigue actuellement en Nouvelle-Zélande pour la compagnie Strait NZ. |
| Commodore Clipper  |          | Ferry                   | 1999         | 2024       | 24 534 UMS | 129,14 m | 23,40 m | 500       | 279                  | 18,8 nœuds | Restitué à Condor Ferries. |
| Bretagne           |          | Ferry                   | 1989         | 1989-2025  | 24 534 UMS | 151,20 m | 26 m    | 2 056     | 530                  | 21 nœuds   | Navigue pour la compagnie espagnole Baleària sous le nom de Rosalind Franklin. |
| Normandie          |          | Ferry                   | 1992         | 1992-2025  | 27 541 UMS | 161,40 m | 26,60 m | 2 123     | 648                  | 20,5 nœuds | Vendu à La Méridionale, navique désormais sous le nom Massalia. |

## Galerie de photos

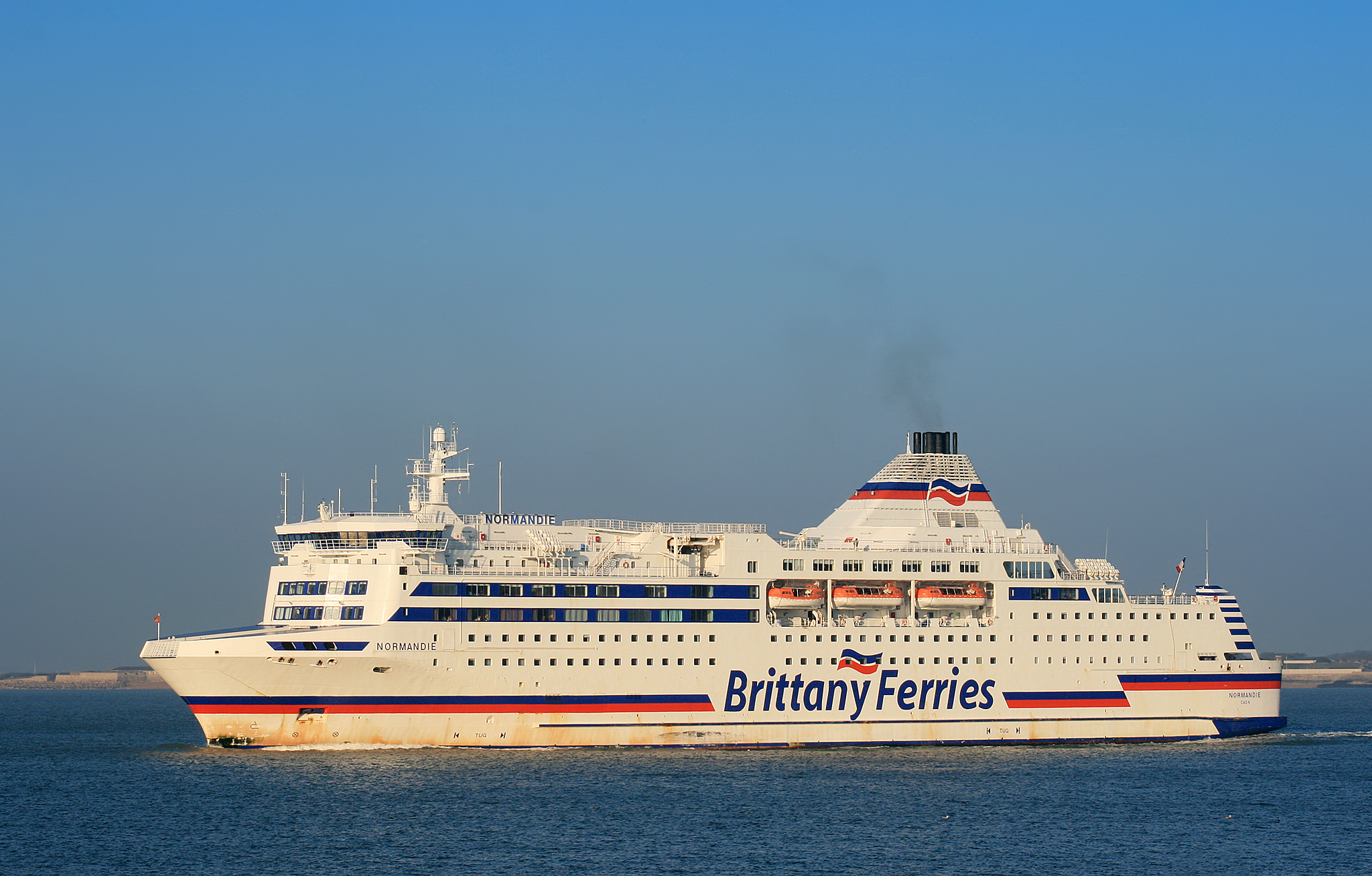
MV Normandie
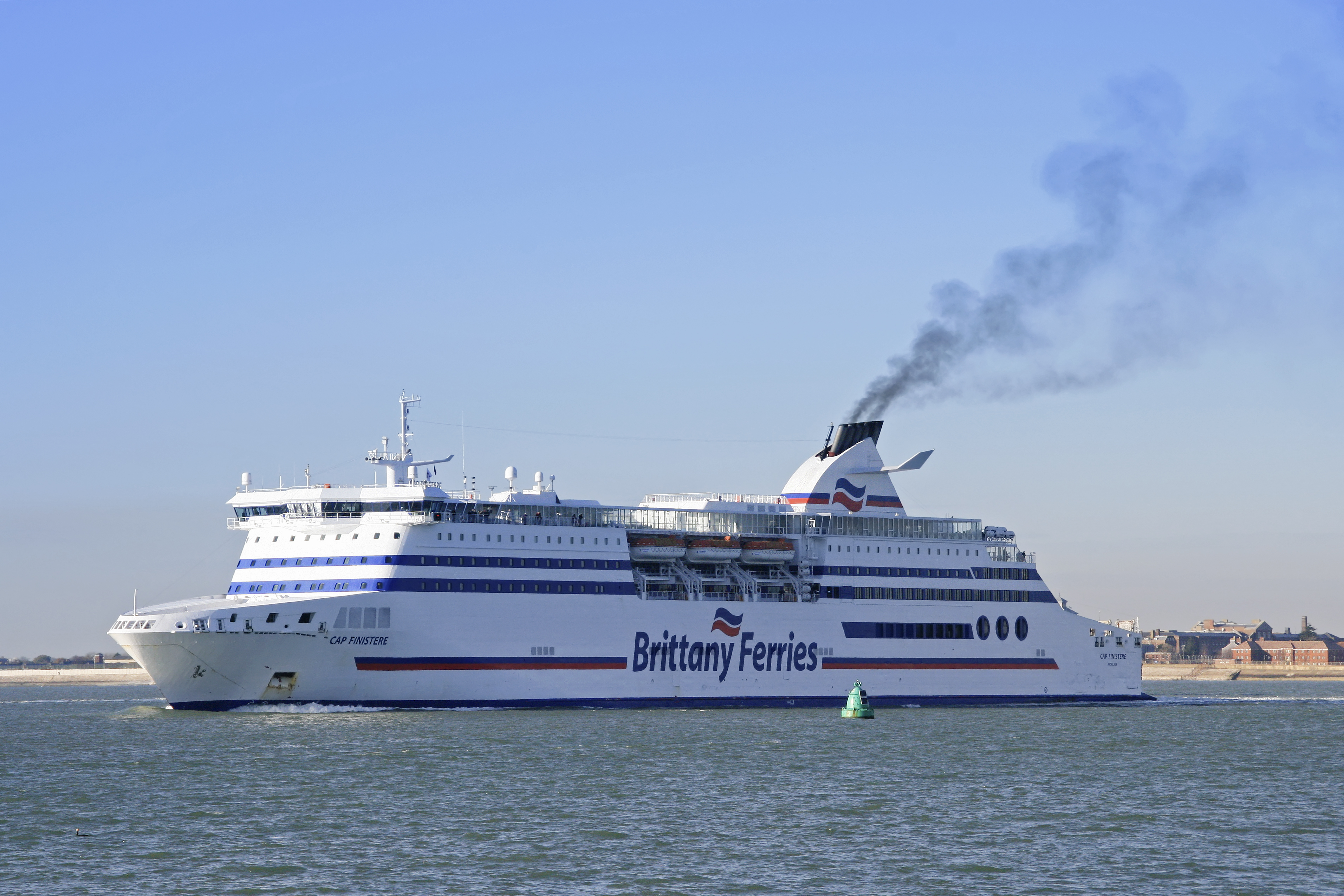
MV Cap Finistère
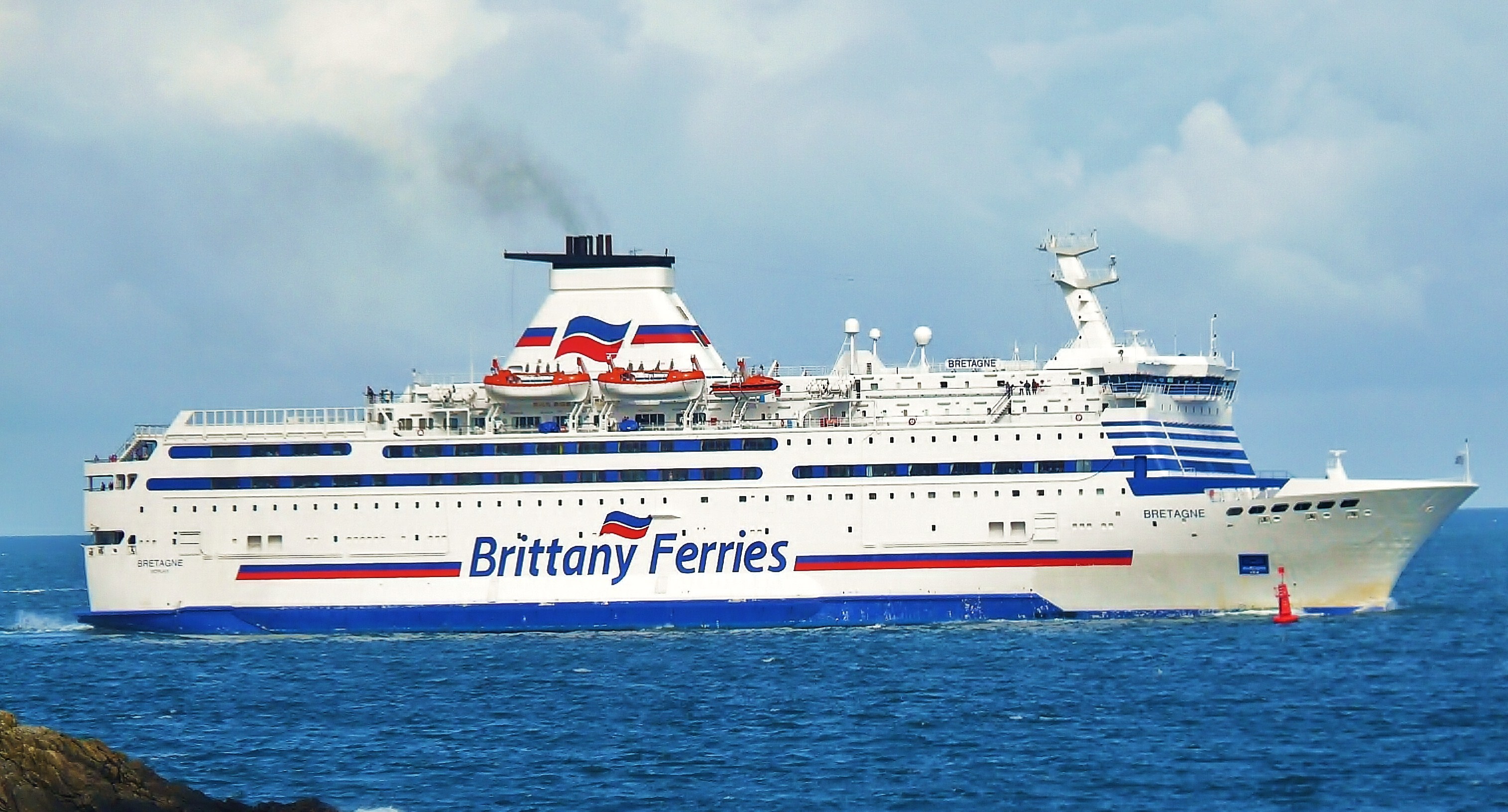
MV Bretagne
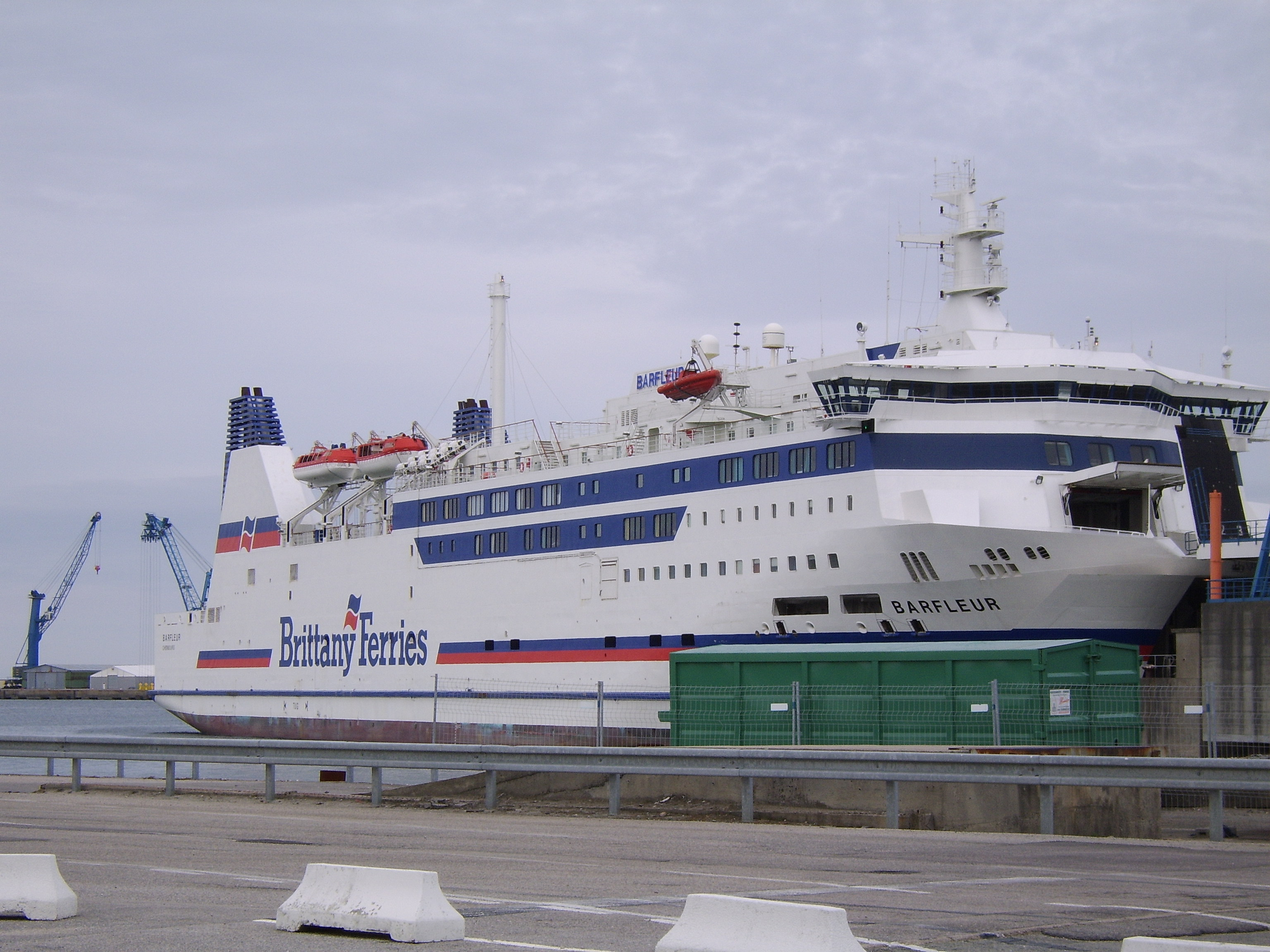
MV Barfleur
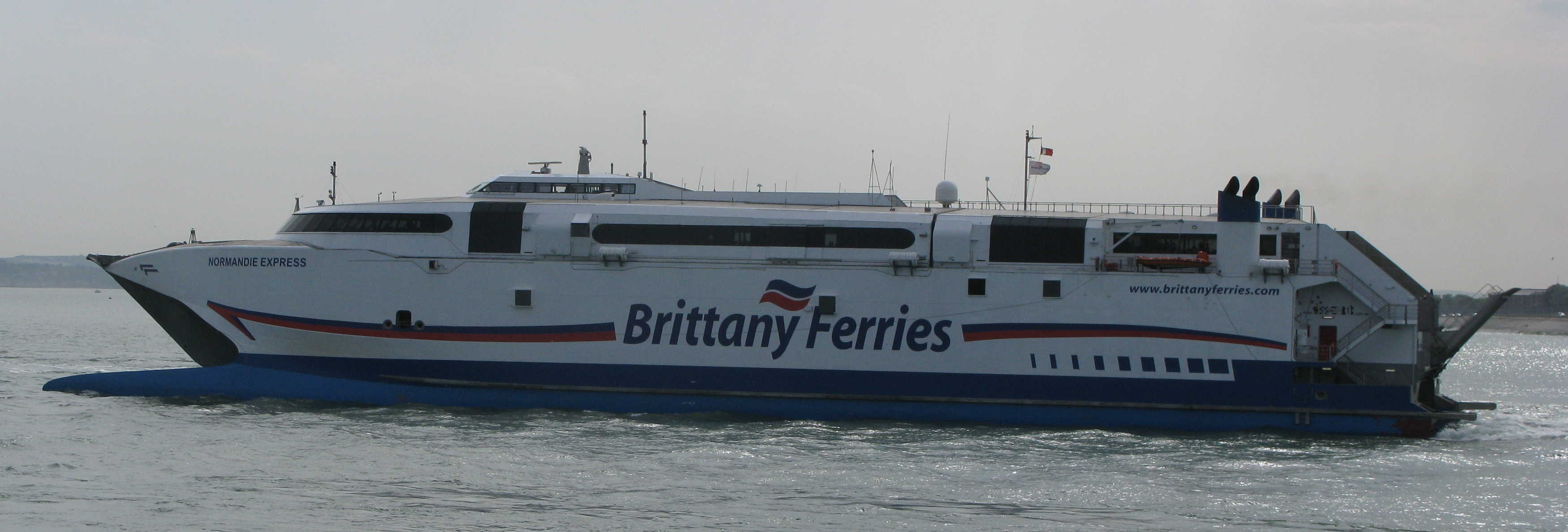
HSC Normandie Express
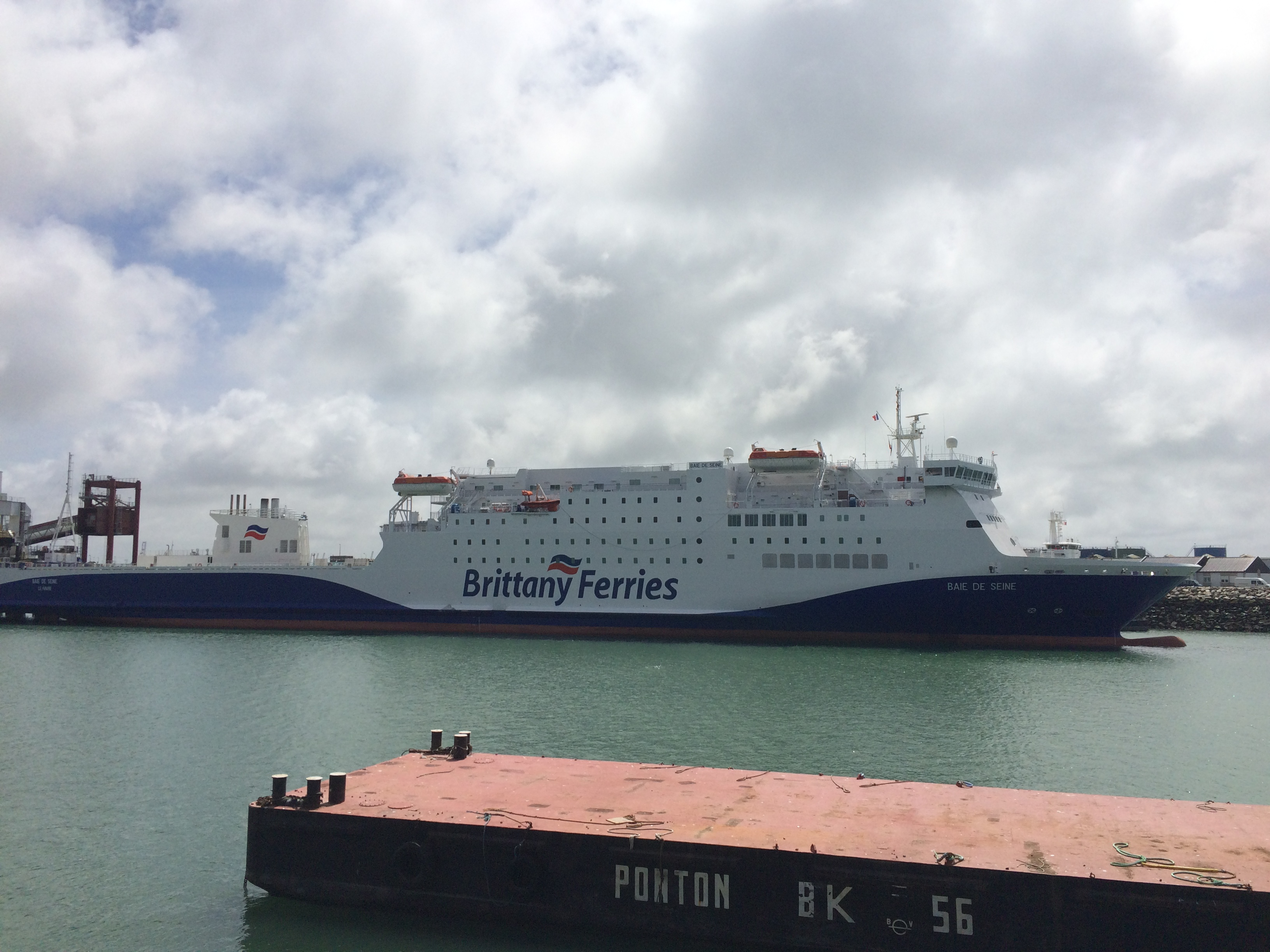
Le MV Baie de Seine à quai au Havre